# Soós Anna
Soós Anna (Höltövény, 1959. november 8. –) erdélyi magyar matematikus, egyetemi docens.

## Élete
1974–1978 között középiskolás Brassóban. 1978–1982 között egyetemi hallgató a kolozsvári tudományegyetem matematika szakán. 1982–1991 között középiskolai matematikatanár Kézdivásárhelyen, majd 1991–1997 között Sepsiszentgyörgyön. 1994–1996 között elvégzi az Eötvös Loránd Tudományegyetem Természettudományi Karán a számítástechnika tanári szakot. 1997-től a Babeș–Bolyai Tudományegyetem oktatója, 2005-től egyetemi docens. 2002-ben doktorált Kolumbán József irányításával. 2008–2012 között a matematika és informatika kar dékánhelyettese. A Kolozsvári Magyar Egyetemi Intézet (KMEI) tudományos tanácsának elnöke. 2012 márciusától 2024 márciusáig az egyetem rektorhelyettese, a magyar tagozat vezetője.

## Munkássága
Kutatási területei: determinisztikus és véletlen fraktálok, sztochasztikus folyamatok, frakcionális Brown-mozgás, homogenizáció fraktálokon, sztochasztikus analízis.

### Könyvei
- Contraction Methods in Fractal Theory, Cluj University Press, 2002.
- Lectures on nonlinear analysis and its applications (társszerző – Random Fractals c. fejezet), Scientia Kiadó, Kolozsvár, 2003.
- A valószínűségszámítás elemei (egyetemi jegyzet), Kolozsvári Egyetemi Kiadó, 2001.
- A matematikai statisztika elemei (egyetemi jegyzet), Kolozsvári Egyetemi Kiadó, 2005.
- Probability Theory through Problems and Applications (egyetemi jegyzet, társszerzők: Hannelore Lisei és Sanda Micula), Cluj University Press, 2006.

### Szakcikkei (válogatás)
- Invariant sets of random variables in complete metric spaces (Kolumbán Józseffel), Studia Univ. Babeş–Bolyai Mathematica, 47, 3(2001), 49-66
- Fixed point theorem in _E-spaces,( Kolumbán Józseffel) Studia Univ. Babeş–Bolyai, Mathematica, 47, 4(2002),65-74.
- Selfsimilar random measures using contraction methods in probabilistic metric spaces (Kolumbán Józseffel és Varga Ibolyával), International Journal of Mathematics and Mathematical Sciences, 52 (2003) 3299-3313
- Unsupervised classification for designing speaker identification systems (Antal Margittal), Studia Univ. Babeş–Bolyai Math., 49, 1(2004), 3-13
- Fractional Brownian Motion using contraction method in probabilistic metric space, Studia Univ. Babeş–Bolyai Math., 49, 4(2004), 107-115.
- Wavelet Approximation of the Solutions of Some Stochastic Differential Equations (Hannelore Lisei-jel), Pure Mathematics and Applications (PUMA), 2005, 213-223.
- Homogenization and Multiple scale expansion, Studia Univ. Babeş–Bolyai Math., 49, 4(2006), 129-144.
- Self-similar sets and fractals generated by Ciric type operators (Adrian Petrușellel), Journal of nonlinear science, 8 (2015), 1048-1058.
- Fixed point limits of self-similar network sequences (Simon Leventével), Banach Center Publications, Volume 124 (2021), 85-93.

### Díjak
- Arany János-díj, MTA, 2019